# Choirul Huda
Choirul Huda (* 2. Juni 1979 in Lamongan, Jawa Timur; † 15. Oktober 2017 ebenda) war ein indonesischer Fußballspieler auf der Position des Torwarts.

## Laufbahn
Huda verbrachte seine gesamte Profikarriere bei seinem Heimatverein Persela Lamongan, bei dem er von 1999 bis zu seinem tragischen Todesfall im Oktober 2017 unter Vertrag stand.
Der indonesische Fußballreporter Antony Sutton, der Huda wenige Monate vor seinem Tod traf, beschrieb ihn „als glücklich in seiner Haut und glücklich in seiner Stadt. Er ist eine Legende – ein Ein-Mann-Verein. Es war seine Ambition, nach seiner aktiven Laufbahn als Torwarttrainer bei seinem Verein zu arbeiten.“
In einem am 15. Oktober 2017 ausgetragenen Ligaspiel gegen Semen Padang prallte Huda so unglücklich mit seinem Mannschaftskameraden Ramon Rodrigues zusammen, dass er sich tödliche Verletzungen zuzog, denen er wenig später erlag.
In der 44. Minute prallte Huda beim Herauslaufen mit Rodrigues zusammen und hielt sich zunächst das Kinn, bevor er in Ohnmacht fiel. Er wurde sofort ins Krankenhaus gebracht, in dem er noch am selben Tag aufgrund seiner schweren Kopf- und Nackenverletzungen verstarb.
Gemäß Informationen seines Vereins hatte Huda durch die Kollision Verletzungen an Rumpf, Kiefer, Hirn und Nacken davongetragen. Anschließend habe seine Atmung aufgehört, wodurch der Herzstillstand eintrat. Unmittelbar nach dem Abpfiff des Spiels, das 2:0 gewonnen wurde, folgten seine Mitspieler Huda ins Krankenhaus. Am folgenden Tag gab der Verein bekannt, dass zu Ehren Hudas dessen Trikotnummer 1 nicht mehr vergeben werde.